# Niemand hört den Schrei
Niemand hört den Schrei (Originaltitel Cries from The Heart, alternativ auch Touch of Truth) ist ein auf einer wahren Begebenheit basierendes US-amerikanisches Filmdrama aus dem Jahr 1994, das die Geschichte eines autistischen Kindes erzählt, welches erlernt sich über gestützte Kommunikation seinen Eltern mitzuteilen.
Der Film wurde in den Vereinigten Staaten am 16. Oktober 1994 uraufgeführt. Die Dreharbeiten fanden in Pasadena und Los Angeles statt.

## Handlung
Bei dem inzwischen siebenjährigen Michael wurde im Alter von zwei Jahren Autismus diagnostiziert.
Seine Mutter Karen kommt mit dem stärker werdenden Jugendlichen, insbesondere im Zuge seiner Anfälle, immer schlechter zurecht. Michaels Vater Roger, der von Karen getrennt lebt, besucht seinen Sohn nur selten.
Als Michael während eines Telefonats der getrennt lebenden Eltern alleine das mütterliche Haus verlässt, um den Spielplatz aufzusuchen und dabei nur knapp einem Autounfall entgeht, kann Roger seine Frau Karen davon überzeugen, dass es für Michael das Beste sei, eine auf autistische Krankheiten spezialisierte Schule mit Ganztagsbetreuung zu besuchen. Diese Schule ist einige Autostunden entfernt, so dass sich die Treffen der Mutter mit ihrem Sohn auf ein bis zwei Besuche pro Woche reduzieren. Gerade in der Anfangszeit ist von der Schulleitung jedoch gar eine sechswöchige Dauer ohne jegliche Besuche der Eltern erwünscht, damit Michael sich ganz auf seine neue Umgebung konzentrieren und von seiner gewohnten heimischen Umgebung loslassen kann, was bei Karen starke Eifersuchtsgefühle gegenüber Terry auslöst.
Obwohl Karen sich an diese sechswöchige Frist nicht hält, gelingt es der Lehrerin Terry Walser nach und nach, zu Michael vorzudringen und seine Selbständigkeit zu fördern. Zunächst versucht sie ihm das Erkennen von Gegenständen auf Fotos beizubringen, damit er seine Wünsche über das Deuten auf Bilder zum Ausdruck bringen kann. Zugleich bringt sie ihm das Schnüren seiner Schuhe bei, was der Mutter bislang nicht gelang. Zudem erhält sie einen Zugang zu dem Jungen, indem sie auf seine Vorliebe für das Kochen eingeht und ihm unter anderem das Öffnen von Dosen vermittelt. Gerade als Michael mit Hilfe eines Notebooks die Verständigung mittels gestützter Kommunikation von Terry erlernt und so erstmals seine Gedanken und Gefühle mitteilen kann, zieht Michael sich unvermittelt wieder zurück und seine Anfälle häufen sich erneut.
Es gelingt Terry, ihren Schüler Michael dazu zu bewegen, ihr mit Hilfe des Notebooks mitzuteilen, dass Michael von seinem Betreuer Jeff Mace sexuell missbraucht wird.
Michaels Eltern sind entsetzt und wollen ihn aus der Schule zu sich zurückholen. Michael jedoch will trotz der Vorfälle die Schule nicht verlassen. Die Eltern tolerieren diese Entscheidung ihres Sohnes. Zugleich streben sie eine Klage gegen den Betreuer Jeff Mace an.
Nachdem Detective Bradley und die Staatsanwältin Marla Tolbert von Michaels Aussagen überzeugt wurden, wird ein Gerichtsverfahren eröffnet. Im Laufe dieses Verfahrens wird Michael als Zeuge geladen. Er wiederholt seine Anschuldigungen gegen Jeff Mace vor Gericht. Als er jedoch von Jeffs Verteidiger Brandon Richards ins Kreuzverhör genommen wird, hält er dem nervlichen Druck nicht Stand. Richter Bonner kann dazu bewegt werden, das Kreuzverhör unter Abwesenheit des Angeklagten und unter Ausschluss der Öffentlichkeit in einem kleinen separaten Raum mit Videoübertragung in den Gerichtssaal durchführen zu lassen, damit Michaels Aussage vor Gericht anerkannt werden kann. Die Jury ist von der Wahrheitsmäßigkeit Michaels Aussage überzeugt und spricht Jeff schuldig.

## Kritik
“Pierce’s credible performance must have been a challenge for director Michael Switzer, who subtly pulls in the reins.”

„Pierces glaubwürdige Darbietung muss eine Herausforderung für Regisseur Michael Switzer gewesen sein, der die Zügel unmerklich führt.“

“While Switzer and writer Robert Inman manage to give the boy life, they are not so successful with Duke and Gilbert. Duke’s all-knowing, idealistic, near-patronizing demeanor wears on viewers’ patience, and Gilbert, particularly before she begins to soften her edges, is a nervous, nagging presence.”

„Während Switzer und Drehbuchautor Robert Inman dem Jungen Leben eingehaucht haben, waren sie nicht so erfolgreich bei Duke und Gilbert. Dukes allwissendes, idealistisches, fast bevormundendes Auftreten zerrt an der Geduld der Zuschauer und Gilbert, insbesondere bevor sie ihre Kanten glättet, hat eine nervöse, nörgelnde Präsenz.“

„Das TV-Drama von Michael Switzer überzeugt durch unaufdringliche Darsteller und gekonnte Spannungsbögen. − Wirkungsvoll inszeniertes Gerichtsdrama.“

„Einfühlsames und meisterhaft gespieltes Drama nach einer wahren Begebenheit.“